# Doryida
Doryida là một chi bọ cánh cứng trong họ Chrysomelidae.
Chi này được miêu tả khoa học năm 1865 bởi Baly.

## Các loài
Các loài trong chi này gồm:
- Doryida fraterna (Laboissiere, 1931)
- Doryida mouhoti Baly, 1865
- Doryida nigripennis Baly, 1890
- Doryida tarsalis Baly, 1890